# Bodež
Bodež je hladno oružje koje se koristi za borbu izbliza. Bodež je zapravo tanak šiljast nož koji je dvobridno brušen. Na vrhu bodeža nalazi se kratka oštrica. Prvi bodeži utvrđeni su u paleolitiku, a izrađivani su od kamena, kostiju ili roga. U eneolitiku započinje izradba metalnih bodeža. S vremenom su izrađivani ukrašeni bodeži stilskih obilježja, simbol moći i vlasti (kraljevski i kneževski bodež).